# Alonso Pérez de León

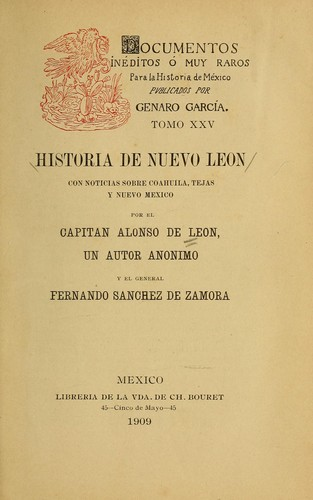

Alonso (Pérez) de León (Ciudad de México, 1608 - 1661) fue un cronista, procurador, alcalde y capitán de guerra.

## Historia
Don Alonso Pérez de León nació en la Ciudad de México en 1608. Hijo de Lorenzo Pérez y Adriana de León quienes provenían de España y habían llegado a tierras mexicanas hacia 1596.
A la edad de 13 años, Don Alonso se matriculó en el colegio jesuita Antiguo Colegio de San Ildefonso donde cursó Latinidad, Retórica y Filosofía.
En 1635, a la edad de 27 años caso con Doña Josefa González-Hidalgo, hija del fundador de Cadereyta Antonio Leal.
Don Alonso Pérez y Doña Josefa tuvieron 8 hijos, entre ellos, el Capitán Alonso de León "El Mozo" y el Capitán Antonio Leal de León.
Don Alonso Pérez de León acompañó a su suegro Antonio Leal en sus travesía en la colonización de a la Villa de San Juan Bautista, hoy Cadereyta N.L y en 1638 fue nombrado por el gobernador de Nuevo León, Martín de Zavala, primer procurador general de la Villa de Cadereyta, Más tarde sería alcalde mayor y capitán de guerra de la misma.
El 27 de julio de 1650 le es encomendada la tarea de tratar asuntos del reino a la Ciudad de México, regresando a la Villa de Cadereyta a principios del mes de diciembre. Cuando a mediados de agosto de 1651 los indios de la sierra de papagayos se alzan en armas, el gobernador Martín de Zavala envía a Alonso para que sofoque la rebelión en compañía de Juan Bautista de Chapa.
En 1655 es enviado como procurador del reino a España aprovechando esta visita le es otorgada una cédula de recomendación por el rey Felipe IV de España, recomendación que permitió a su hijo Alonso de León "El Mozo" convertirse en gobernador interino del reino y gobernador y capitán del presidio de Coahuila en 1687.
En 1661 durante un viaje con 20 hombres a las salinas de San Lorenzo, Don Alonso sufrió un ataque cardiaco, fue trasladado al Valle del Pilón donde murió dos meses después y enterrado en 1667 en Cadereyta, Nuevo León, México.

## Obras impresas
«Relación y Discursos del Descubrimiento, Población y Pacificación del Nuevo Reino de León, temperamento y Calidad de la Tierra», dirigidos por al Illmo. St. Du Juan de Mañosca, Inquisidor del Santo Oficio de la Nueva España año de 1690. Se conservan en los archivos del Consejo de Indias así como en la biblioteca de la Universidad de México.